# Schlossstraße 8a

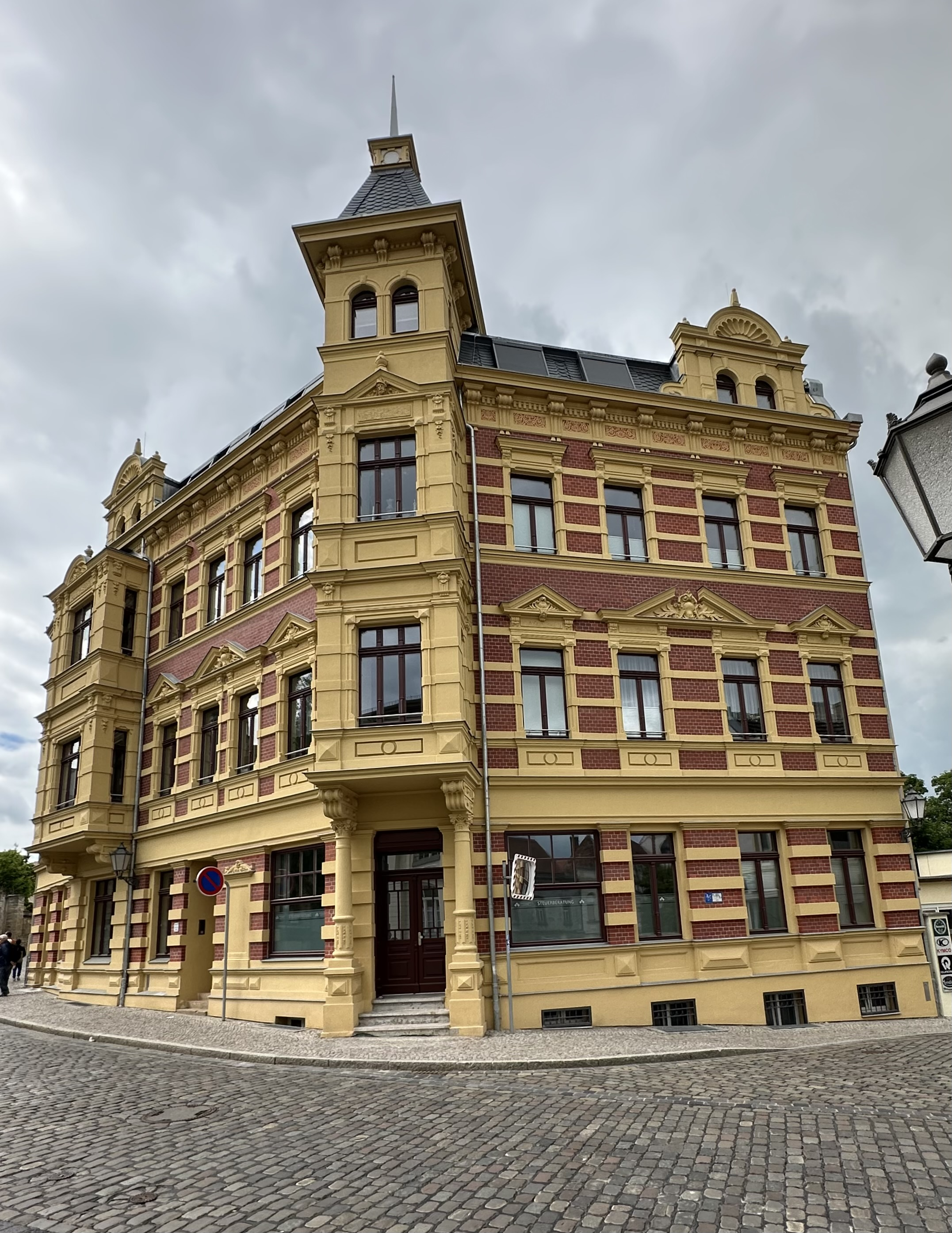
Schlossstraße 8a im Jahr 2025

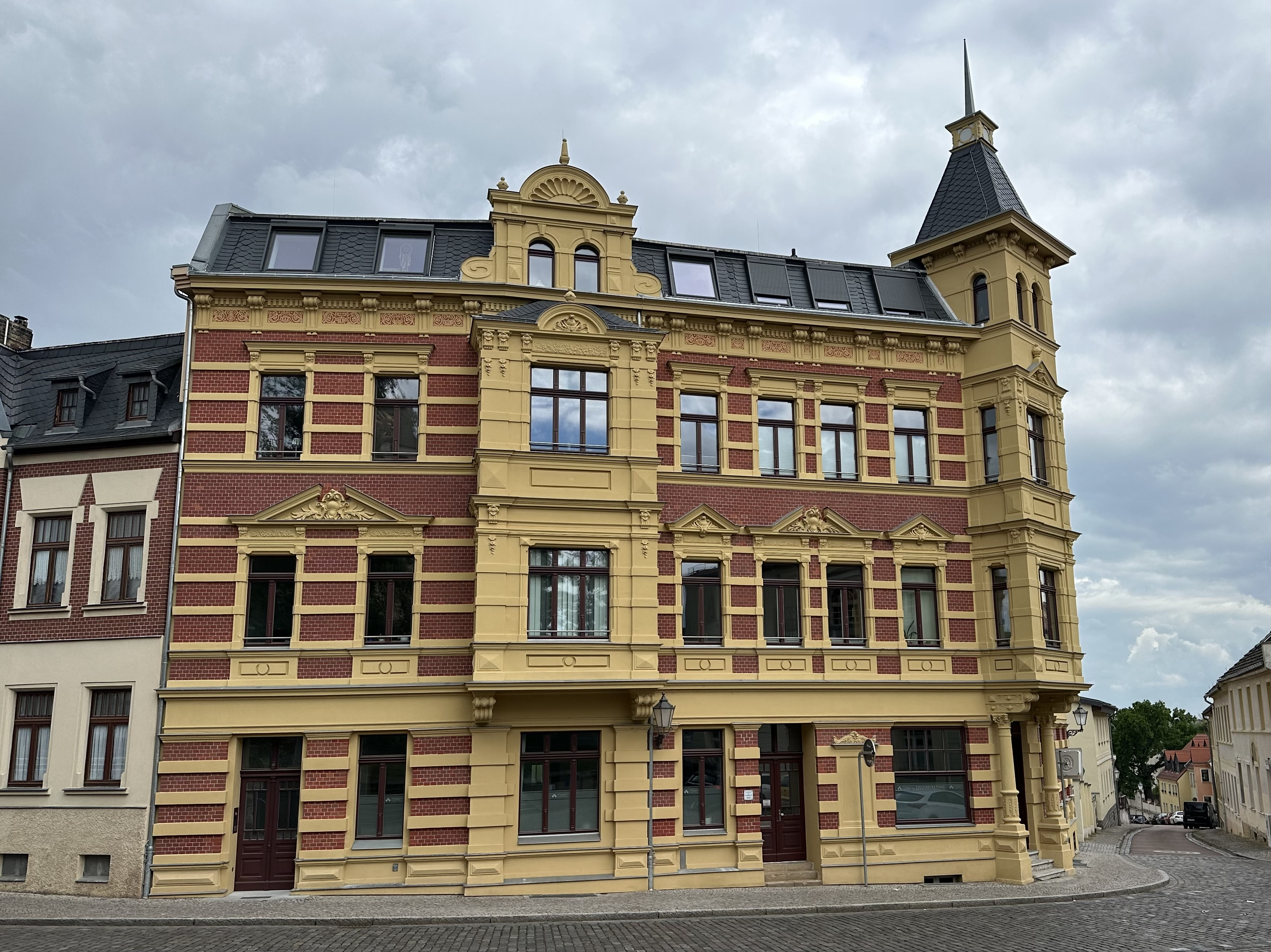
Südseite

Die Schlossstraße 8a ist ein denkmalgeschütztes Wohn- und Geschäftshaus in Bernburg (Saale) in Sachsen-Anhalt.

## Lage
Das Gebäude befindet sich in der Bernburger Bergstadt auf der Nordseite der Schlossstraße. Es besteht eine markante Ecksituation zur hier von Norden auf die Schlossstraße treffenden Langen Straße. Südlich gegenüber befindet sich die Schlosskirche Bernburg, südöstlich das ebenfalls denkmalgeschützte Gebäude der Friederikenschule.

## Geschichte
Das dreigeschossige Wohn- und Geschäftshaus wurde in der Zeit um 1880 errichtet und beherbergte über lange Zeit das in Bernburg bekannte Theatercafé.
Seit der Zeit um das Jahr 2000 stand das Haus leer und verfiel. 2015 erwarb die Stadt Bernburg das städtebaulich bedeutende Gebäude für ungefähr 100.000 €, um es im Rahmen des städtischen Gebäudemanagements für neue Eigentümer und Nutzungen verfügbar zu machen. 2019 erfolgte der Verkauf für lediglich 10.000 € an einen neuen Eigentümer, der im Kaufvertrag jedoch eine Investitionsverpflichtung einging. Bis 2021 wurde das Haus saniert.
2019 wurde das Wohn- und Geschäftshaus auch in das Denkmalverzeichnis des Landes Sachsen-Anhalt unter der Erfassungsnummer 094 61460 als Baudenkmal eingetragen.

## Baubeschreibung
Das Grundstück umfasst 476 m², die Nutzfläche des Hauses etwa 600 m². Das Eckhaus weist zwei Eingänge an der Südseite sowie einen dritten unterhalb des Eckerkers im Südosten auf. Dieses Eckportal wird von Säulen flankiert. Der Eckerker ragt aus dem Gebäude heraus und besitzt ein eigenes Dach mit dünner Nadelspitze auf einem Würfel, wohingegen der Erker an der Südseite im Dachbereich einen Giebel besitzt. Diese Fensterachsen sowie der korrespondierende Giebel am Ostflügel und alle Schmuckelemente – wie der Fries, die Gewände oder die Gesimse – sind einheitlich gelb verputzt, wohingegen rote Backsteine den Rest der Fassade prägen. Die Gebäudeflügel sind symmetrisch gestaltet, ohne diese Symmetrie streng durchzusetzen. Zudem besitzt der Südflügel zwei Achsen mehr als der Ostflügel.